# موزه پارچه کانادا
موزه پارچه کانادا (انگلیسی: Textile Museum of Canada) واقع در تورنتو، کانادا موزه‌ای ویژه جمع‌آوری، نمایش و مستندسازی پارچه است.

## تاریخچه
این موزه در سال ۱۹۷۵ تحت نام موزه کانادایی فرش و پارچه در طبقه دوم یک مغازه بستنی فروشی بنیان‌گذاری شد و گنجینه موزه در ابتدا شامل پارچه‌های بود که در سفرهای کاری جمع‌آوری شده بود. در سال ۱۹۸۹ این موزه به مکان فعلی منتقل گردید.

## گنجینه
گنجینه دائمی این موزه بیش از ۱۳٬۰۰۰ قطعه تاریخی مربوط به ۲۰۰۰ سال تاریخ نساجی شامل پارچه، لباس‌های تشریفات، پوشاک، فرش، سفال و مصنوعات مرتبط را از سراسر جهان در خود جای داده است.